# Soul to Soul
Soul to Soul es el tercer álbum de Stevie Ray Vaughan & Double Trouble, fue lanzado en 1985.
En este álbum se integra un nuevo miembro a la banda, el tecladista Reese Wynans. Este se quedaría con el grupo hasta la muerte de Vaughan, en 1990.

## Listado de canciones
Todas las canciones escritas y compuestas por Stevie Ray Vaughan, excepto las indicadas. 
| N.º   | Título                                    | Escritor(es)   | Duración |  |
| 1.    | «Say What!»                               |                | 5:23     |  |
| 2.    | «Lookin' Out the Window»                  | Doyle Bramhall | 2:48     |  |
| 3.    | «Look at Little Sister»                   | Hank Ballard   | 3:08     |  |
| 4.    | «Ain't Gone 'n' Give Up on Love»          |                | 6:07     |  |
| 5.    | «Gone Home»                               | Eddie Harris   | 3:07     |  |
| 6.    | «Change It»                               | Doyle Bramhall | 3:57     |  |
| 7.    | «You'll Be Mine»                          | Willie Dixon   | 3:46     |  |
| 8.    | «Empty Arms»                              |                | 3:03     |  |
| 9.    | «Come On (Part III)»                      | Earl King      | 4:31     |  |
| 10.   | «Life Without You»                        |                | 4:28     |  |
| 11.   | «SRV Speaks²»                             |                | 1:42     |  |
| 12.   | «Little Wing / Third Stone from the Sun²» | Jimi Hendrix   | 13:32    |  |
| 13.   | «Slip Slidin' Slim²»                      |                | 1:42     |  |
| 40:24 |                                           |                |          |  |

² Estas pistas se incluyeron en versiones posteriores del álbum. Pistas 12 y 13 grabadas en marzo de 1985 y son grabaciones de estudio previamente inéditas de las sesiones para el LP "Soul To Soul".